# Echinobaetis
Echinobaetis is een geslacht van haften (Ephemeroptera) uit de familie Baetidae.

## Soorten
Het geslacht Echinobaetis omvat de volgende soorten:
- Echinobaetis phagas